# No Security
No Security je koncertní album britské rockové skupiny The Rolling Stones, které vyšlo v roce 1999. Album bylo nahráváno na světovém turné Bridges to Babylon Tour v letech 1997–1998. Skladby byly nahrávány v Amsterdamu (Amsterdam Arena), Portu Chestru (Capitol Theater), St. Louis (TWA Dome), Buenos Aires (River Plate Stadium) a také v Norimberku (Zeppelinfield). Skupina album propagovala na turné No Security Tour v roce 1999.

## Seznam skladeb
| Pořadí | Skladba                                              | Datum a místo nahrávání                           | Délka |
| ------ | ---------------------------------------------------- | ------------------------------------------------- | ----- |
| 1.     | "Intro"                                              | –                                                 | 0:50  |
| 2.     | "You Got Me Rocking"                                 | 6. července 1998 – Amsterdam ArenA, Amsterdam     | 3:26  |
| 3.     | "Gimme Shelter"                                      | 25. října 1997 – Capitol Theater, Port Chester    | 6:22  |
| 4.     | "Flip the Switch"                                    | 1. července 1998 – Amsterdam ArenA, Amsterdam     | 4:12  |
| 5.     | "Memory Motel" host: Dave Matthews                   | 5. července 1998 – Amsterdam ArenA, Amsterdam     | 6:05  |
| 6.     | "Corrina" host: Taj Mahal (Taj Mahal/Jesse Ed Davis) | 12. prosince 1997 – TWA Dome, St. Louis           | 4:17  |
| 7.     | "Saint of Me"                                        | 4. dubna 1998 – River Plate Stadium, Buenos Aires | 5:25  |
| 8.     | "Waiting on a Friend" host: Joshua Redman            | 12. prosince 1997 – TWA Dome, St. Louis           | 5:02  |
| 9.     | "Sister Morphine"                                    | 6. července 1998 – Amsterdam ArenA, Amsterdam     | 6:16  |
| 10.    | "Live With Me"                                       | 1. července 1998 – Amsterdam ArenA, Amsterdam     | 3:54  |
| 11.    | "Respectable"                                        | 5. července 1998 – Amsterdam ArenA, Amsterdam     | 3:53  |
| 12.    | "Thief in the Night"                                 | 13. června 1998 – Zeppelinfield, Norimberk        | 5:37  |
| 13.    | "The Last Time"                                      | 12. prosince 1998 – TWA Dome, St. Louis           | 4:47  |
| 14.    | "Out of Control"                                     | 4. dubna 1998 – River Plate Stadium, Buenos Aires | 7:59  |

## Obsazení
The Rolling Stones
- Mick Jagger – (zpěv, harmonika, kytara)
- Keith Richards – (kytara, doprovodné vokály, zpěv)
- Ronnie Wood – (kytara, havajská kytara)
- Charlie Watts – (bicí)

Doprovodní hudebníci
- Darryl Jones – (baskytara, doprovodné vokály)
- Chuck Leavell – (klávesy, (zpěv) – ve skladbě "Memory Motel"oprovodné vokály)
- Lisa Fischer – (doprovodard Fowler – (doprovodné vokály, perku
- ie Chaplin – (doprovodné vokály, perkuse)
- Bobby Keys – (saxofon)
- Michael Davis – (trombon)
- Kent Smith – (trubka)
- Andy Snitzer – (saxofon)
- Pierre de Beauport – (wurtlitzer)
- Leah Wood – (doprovodné vokály)
- Johnny Starbuck – (třepačka)

Hosté
- Dave Matthews – (zpěv) – ve skladbě "Memory Motel"
- Taj Mahal – (zpěv) – ve skladbě "Corrina"
- Joshua Redman – (saxofon) – ve skladbě "Waiting on a Friend"